# Cyphia alicedalensis
Cyphia alicedalensis är en klockväxtart som beskrevs av Franz Elfried Wimmer. Cyphia alicedalensis ingår i släktet Cyphia, och familjen klockväxter. Inga underarter finns listade i Catalogue of Life.